# 蔡勲
蔡 勲（さい くん）は、中国の通俗歴史小説『三国志演義』に登場する架空の武将。なお、第34回での名は「蔡勲」、第45回での名は「蔡𤪠」となっている。

## 概要
| 姓名         | 蔡勲                                               |
| 出身地       | 荊州襄陽郡                                         |
| 職官         | -                                                  |
| 陣営・所属等 | 劉表→曹操                                          |
| 家族・一族   | 兄:蔡瑁〔実在〕 一族:蔡和〔従兄弟〕 蔡中〔従兄弟〕 |

劉表配下の蔡瑁の弟として登場する。蔡瑁が劉備を暗殺しようとすると、襄陽城の北門を固める。
その後曹操配下として、赤壁の戦いの前哨戦となる三江口の戦いに、蔡瑁と共に参戦する。兄の命で先鋒として出撃するが、甘寧が放った矢に当たり、あっけなく両軍最初の戦死者になるという役回りを演じている。